# Forelia floridensis
Forelia floridensis är en kvalsterart som beskrevs av Cook 1874. Forelia floridensis ingår i släktet Forelia och familjen Pionidae. Inga underarter finns listade i Catalogue of Life.